# HD 105437
HD 105437，又名CP-60 3777，SAO 251757、HR 4622，是一颗恒星，视星等为6.22，位于銀經297.71，銀緯1.59，其B1900.0坐标为赤經12h 3m 11.4s，赤緯-60° 1.59′ 26″。